# 賽馬娘 Pretty Derby
《賽馬娘 Pretty Derby》是遊戲開發公司Cygames眾多作品的其中之一。作品項目包含遊戲與PC遊戲、動畫、漫畫和音樂的多媒體企劃。簡稱「馬娘」（ウマ娘）。遊戲內容是以競賽馬萌擬人化為主題，並以拿下大賽勝利為目標的養成遊戲。遊戲製作人初始由曾經參與《偶像大師系列》開發的石原章弘擔任，2019年4月石原離開母公司Cygames並卸下製作人的職務。
遊戲原定於2018年底上市，但後來因一些原因經一連串延期。最後在2021年2月24日推出首發的手機版，隔月10日發行PC版。繁体中文手機版於2022年6月27日在台港澳地區上線。2023年3月20日，中華人民共和國國家新聞出版署發布進口網路遊戲審批公告，本遊戲以《闪耀！优俊少女》为名獲得版號批准上市，由bilibili代理發行。
電視動畫則有2018年的第一季、2020年的《賽馬娘四格》與2021年的第二季等三部播出。2022年11月6日，官方宣佈將製作第三季電視動畫，第三季动画于2023年10月4日播出。

## 玩法

### 育成模式
玩家會以訓練員（トレーナー）的角色去培養（育成）馬娘，育成完後讓她去參加比賽（レース)。
玩家在开始养成时需要指定2名已经培养完成的赛马娘，使本次培养的赛马娘在总计3次的继承中获得这两名赛马娘以及她们的继承来源的属性因子，并随机获得一些技能因子，也有概率获得适性因子，能提高赛马娘对特定场地/距离/跑法的适性。并选定总计6张支援卡，用于在养成过程中触发事件、提供加成。
事件（イベント）：分別為主要事件（メインイベント）、支援卡事件、隨機事件。事件可能會影響你訓練項目（トレーニング）以及狀態的數值，支援卡事件甚至會讓你拿到技能。
訓練項目
- 速度：影響比賽中馬娘的最高速度。
- 持久力（スタミナ）：在最後衝刺時，會影響到馬娘最高速度的維持時間。
- 力量：影響速度的提升。
- 意志力（根性）：最後衝刺時降低消耗持久力的幅度。
- 智力：降低暴衝機率、提高技能的觸發率、影響比賽時消耗的速度。

低於一定體力時，會出現「失敗率」。訓練失敗之後，會觸發訓練失敗事件。
比賽時會有的負面效果
- 暴衝（)：比賽時有一定機率會觸發的負面效果，額外耗費自身的耐力。
- 晚起跑（出遅れ）：比其他馬娘晚出閘門。

幹勁
干劲是在养成过程中以及每场比赛前都会有的一个属性，分为五级。好的干劲会在养成时获得额外属性点、比赛时获得额外属性加成，反之则为减益。
- 絕佳：訓練效果提升20%，比賽基礎能力提升10%
- 良好：訓練效果提升10%，比賽基礎能力提升5%
- 普通：無影響
- 不佳：訓練效果下降10%，比賽基礎能力下降2%
- 極差：訓練效果下降20%，比賽基礎能力下降5%

外出
- 參拜神社：提升一階幹勁，根據抽到的籤回復10至30點的體力，若處於負面狀態下，則有機率消除負面狀態，但有一定機率消除失敗。
- 卡拉OK：提升兩階幹勁。
- 散步：提升一階幹勁，回復10點體力。

休息
- 睡眠不足：回復30點，有機率獲得「時常熬夜」。
- 正常休息：回復50點
- 充足睡眠：回復70點體力，若有「時常熬夜」，則會消除此負面效果。

保健室
- 当现在持有减益时才可前往，能够消除当前的减益，並回復20點體力。

#### URA
游戏中每一次养成过程（以下简称“一局”）均为3年36个月以及之后3场URA比赛（除凱旋門賞外），每个月又分为上半和下半2个“回合”。
在每一局中每名赛马娘会有一些需要达成的目标，会规定在指定的时间点需要参与并达成指定名次的比赛或者达成的粉丝人数，若在规定的时间点粉丝人数不足（包括不足以参加指定的比赛），则这一局将会直接结束；而若是参加了比赛但未达成指定的名次，则可以使用道具“闹钟”回到比赛开始前重新进行这一场比赛，同时干劲也会提升一个等级（最高为状态绝佳（絶好調））。

#### make a new track
又稱「巔峰盃」。相較於之前的URA、青春盃，巔峰盃多了「道具」可以購買。道具需要使用點數，而點數需要透過比賽去獲得（名次越前面獲得的點數越高）。

### 比赛
赛马娘的比赛（レース）为全自动进行，玩家无法进行任何操作。其比赛模式和现实中的赛马比赛基本一致，只有取得第一名才算在比赛中获胜。在比赛时也有干劲系统，根据当前的干劲等级获得增益/减益。在养成时比赛前的干劲就是当前养成的状态，而对于其他比赛则在开始前随机生成干劲等级，对于剧情比赛，使用特定的赛马娘出场干劲等级必定为状态绝佳。
对于非养成中的比赛，玩家可以使用道具来提升赛马娘的干劲以及获得对自己的赛马娘有利的条件。

### 競技場模式
訓練員在育成模式將馬培養完成之後，即可放入競技場隊伍中參加比賽。
一次會舉辦五場比賽，分別為短距離、英里賽、中距離、長距離，和沙地場。隨著你的段位(Class)提升，你每場能放的馬就會越來越多。一個場次裡最多可以放入三隻馬進行比賽，最上方的馬為「王牌馬」。
只要在该场次的比赛中自己队伍的三匹马中有一匹获得第一名这场比赛就算，采用五战三胜制。比賽時會跟據你的比賽表現得到相應的分數，只取高分不取低分。最後統計時，分數會決定段位的升降。不同的段位會有不同的獎勵。

## 用語
馬娘 
在作品的世界中，不存在现实世界的马物种，而是以长有马耳、马尾的类似女性人类的物种存在，她们相对于普通人类有更好的脚力和体力，奔跑速度能达到時速60公里，大多眉清目秀，类似精灵一般的存在。由于族群数量众多，所以也有不从事赛跑而是从事普通职业的马娘存在。可以和普通人类交合，但马娘的出生并非遗传性的，也就是普通人类间也能生出马娘，与马娘交合的后代不一定是马娘。不存在男性的“馬娘”。而且“馬”在作品世界中的写法中，下面四点笔少了中间的两点笔。
作品中出现的大部分赛马娘以现实世界的著名赛马为原型，可以根据其马耳上的装饰判断其原型的性别，如果耳饰在右耳则是牡马（雄性），耳饰在左耳则是牝马（雌性）。
闪光系列赛（トゥインクルシリーズ）
由URA主辦的國家級賽事。於每週六日舉行，是集賽跑與胜者舞台兩者的娛樂競技項目。
出賽的馬娘必須隸屬於训练师的參賽隊伍。
而賽事則是分為「GI」、「GII」等標準的分級制。作為分級的頂點，勝出GI賽事是馬娘和训练师理所當然的目標。
整個賽事日中，賽事和Live將會經由電視、電台、網絡等途徑於全國內轉播。
出道
入讀特雷森學園的馬娘報名成為闪光系列赛參賽選手的程序。
因為要獲得闪光系列赛參賽資格，馬娘們必須要先加入训练师的隊伍。
所以她們入讀特雷森學園的第一件事，就是在校內選拔比賽展示自己的能耐，從而冀望被训练师選中加入隊伍。
因此由入學到出道這段期間，每名馬娘的經歷不盡相同。
特雷森學園（トレセン学園）
URA管理的賽馬娘培訓學院，全稱為「日本賽馬娘訓練中心學園」。
特雷森是一所海納國內外頂尖實力的馬娘，讓她們每天精進不休的學園。
為了訓練馬娘的賽跑能力，特雷森在一般的國中、高中課程內額外增加了和比赛、胜者舞台、運動營養學等相關的特製教學內容。
如無特殊情況，所有的馬娘均需留校住宿；而训练师也同樣居住於校園範圍內。
URA
舉辦闪光系列赛、胜者舞台以及營運特雷森學園等設施的機構。
全稱為「Uma-Musume Racing Association」。
馬娘們在GI賽事裡所穿的勝負服，還有胜者舞台裡演唱的歌曲，都是由URA的各部門負責製作。
决胜服（勝負服）
只在闪光系列赛的GI賽事裡穿著的個人特殊服裝。
馬娘會在首次報名參與GI賽事時獲得她們的第一件勝負服。
URA會按照馬娘出道時在報名表上填寫的設計圖樣，盡量地還原她們心目中的樣式。
URA賞
每年由URA所頒發的獎項，旨在褒揚於闪光系列赛中表現突出的馬娘。
下分有多個獎項頒發，例如「最佳初級獎」、「最佳經典獎」、「最佳高級獎」、「最佳短途獎」、「最佳泥地獎」等等。
相關獎項的候選馬娘再由業界人士投票選出。
此外，在這一年裡表現最卓越的馬娘會被評選為「年度代表賽馬娘」，作為馬娘之間最高身份地位的象徵。
通常而言，獎品方面都會是新的勝負服。
距離適性
馬娘在賽跑距離上的擅長程度。每名馬娘都有不同的適性：短距離、一英里、中距離或長距離。
如果參加的比賽不是馬娘自身適性的話，大多情況下很難和其他符合適性的馬娘競逐名次。
因此，想要成為「三冠賽馬娘」（皋月賞（2000公尺）、日本德比（2400公尺）、菊花賞（3000公尺）），又或是達成「天皇賞春秋連霸」目標（天皇賞．春（3200公尺）、天皇賞．秋（2000公尺））都是十分困難的挑戰。
隊伍
為了出賽闪光系列赛，由训练师組織並受URA認可的馬娘團隊。
在训练师的指導方針下，不同隊伍都有自己的特色風格，
例如擅長短距離的隊伍、周密規劃訓練的隊伍、重視實戰經驗的隊伍等等。
一些管理眾多馬娘的勁旅，除了主要負責的训练师外，也會有支援協助的副训练师存在。
經典賽
只有出道翌年（經典級）的馬娘才可以參加的5項賽事：皋月賞、日本德比、菊花賞、櫻花賞和橡樹大賽。
因為是自古以來的傳統賽事，吸引了不少馬娘立此為目標。
在這年裡有著以三冠賽馬娘為目標的三冠路線（皋月賞、日本德比、菊花賞）；
還有另外加入非經典賽事GI秋華賞的三后冠路線（櫻花賞、橡樹大賽、秋華賞）。
跑法适性（脚質）
馬娘比賽時擅長的跑法。馬娘各有特性，比賽前制定的戰術，必須與其性能相配合，方可發揮出最高戰鬥力。
雖然跑法有分為領頭（逃げ）、前列（先行）、居中（差し）和後追（追込），但也有全部都得心應手的天才型馬娘。
領頭：開始後立即領先，保持位置直到最後。
前列：盡可能維持在前段，並緊盯領頭的馬娘。
居中：途中處於中段位置，直到終點前才加速追上前段。
後追：一直在後段保留體力，直到最後直路才加速決勝負。
馬場狀態（バ場状態）
隨降水與否而變化的項目。
無雨水和水分的干燥状态称为“良”（良），馬娘比賽時跑得更快，消耗的耐力更少。反之，因下雨或下雪而渾濁，水分多的状态称为“重”（重），馬娘跑得更慢，消耗更多耐力。
此外，還有“不良”（不良）、“稍重”（稍重（ややおも））兩個狀態。
賽道
馬娘比賽時使用的比賽賽道，有草地（芝）與泥地（ダート）兩種類型。
青春盃（アオハル杯）
巔峰盃 make a new track（クラインマックス）
經典三冠（日语：クラシック三冠）。
全名為「中央競馬經典三冠」。在人生只有一次的經典賽中勝出皋月賞、日本德比和菊花賞3項比賽的馬娘可獲得此稱號。
想要成為三冠賽馬娘，不單單是賽跑的能力，更是結合距離適性、強健體格和運氣等等諸多因素才能成功。
在闪光系列赛悠久的歷史中，只有屈指可數的馬娘獲得了這項殊榮。
三冠
又稱「母馬三冠」。同樣是經典級限定的櫻花賞、橡樹大賽和秋華賞的馬娘勝出可得的稱號。

## 登場角色
由于系列中不同媒介的作品的背景设定有所不同，本节中的角色介绍以游戏版为准。关于电视动画版的独有设定和原创角色，参见賽馬娘 Pretty Derby (動畫)#登场角色。

### 馬娘
除了極少部分馬娘為原創以外，其餘絕大部分馬娘的名字、生日都取自於現實中日本有名的賽馬。
特別週
聲：和氣杏未
身高：158cm，體重：微減（起跑前些微緊張），三圍：B79/W57/H81，生日：5月2日
來自鄉下的賽馬娘，個性天真爛漫，目標是成為「日本第一的賽馬娘」。
無聲鈴鹿
聲：高野麻里佳
身高：161cm，體重：無增減，三圍：B70/W53/H79，生日：5月1日
沉默寡言的美少女，以超群的速度永遠衝在前列的「大逃」賽馬娘。
喜歡在房間裡逆時針轉圈。
東海帝皇
聲：Machico
身高：150cm，體重：無增減，三圍：B77/W54/H76，生日：4月20日
個性開朗活潑，自尊心強，非常害怕打針。仰慕著人稱「皇帝」的學生會長魯道夫象徵，夢想著有朝一日實現「不敗的三冠賽馬娘」。
在遊戲中變成很癡心追求玩家的芳心，有點過頭程度。
丸善斯基
聲：Lynn
身高：164cm，體重：理想的目標，三圍：B93/W58/H88，生日：5月19日
個性優雅直率，受人憧憬的優秀賽馬娘。
因為一些原因現在並未住在任何學生宿舍並在外面自己獨居。
有著一台跑車並有開車兜風的嗜好，但任何當過她的副駕的人都會對她的開車行為有心理陰影。
富士奇石
聲：松井惠理子
身高：168cm，體重：無增減，三圍：B84/W58/H82，生日：4月15日
實力派賽馬娘。SS（周日寧靜）一族的長姐。
小栗帽
聲：高柳知葉
身高：167cm，體重：微增（吃太多了），三圍：B78/W58/H82，生日：3月27日
性格冷淡的賽馬娘。
食量非常大。
黃金船
聲：上田瞳
身高：170cm，體重：無法測量，三圍：B88/W55/H88，生日：3月6日
個性古怪的賽馬娘，經常拿著魔術方塊。
伏特加
聲：大橋彩香
身高：165cm，體重：無增減，三圍：B76/W55/H78，生日：4月4日
男孩子氣的賽馬娘，希望自己能夠獨當一面。
和大和赤驥是死黨兼室友關係，雖然經常吵架但關係非常要好。
大和赤驥
聲：木村千咲
身高：163cm，體重：不明（拒絕測量），三圍：B93/W56/H82，生日：5月13日
任何事都追求「第一名」的賽馬娘。
和伏特加是死黨兼室友關係，雖然經常吵架但關係非常要好。
大樹快車
聲：大坪由佳
身高：172cm，體重：微增（「但No Problem！」），三圍：B94/W59/H90，生日：3月23日
出身美國的歸國子女，不擅長思考，任何事喜歡憑直覺行動。
草上飛
聲：前田玲奈
身高：152cm，體重：無增減，三圍：B78/W53/H84，生日：2月18日
性格穩重沉著，總是面帶微笑並有著腹黑的性格。與神鷹是室友關係。
菱亞馬遜
聲：巽悠衣子
身高：160cm，體重：微增（無留言），三圍：B92/W59/H89，生日：3月26日
不良少女型的賽馬娘。在粗暴的性格之下，其實有著很會照顧人的一面。
學生宿舍美浦寮的宿舍長。
目白麥昆
聲：大西沙織
身高：159cm，體重：微增（現在拼命調整中！），三圍：B71/W54/H76，生日：4月3日
馬娘名家「目白家」的大小姐。具有冷靜淑女般的言行舉止。
遊戲中算開頭主線的女主角跟著玩家在一起行動。
神鷹
聲：高橋未奈美
身高：163cm，體重：微增（達到肌肉訓練的效果），三圍：B89/W58/H86，生日：3月17日
來自美國的歸國子女，個性開朗活潑，總是帶著一副面具。喜歡吃辣並有摔角的嗜好。與草上飛是室友關係。
好歌劇
聲：德井青空
身高：156cm，體重：（自稱）總是很完美，三圍：B76/W55/H80，生日：3月13日
自稱「世界最強最快最美貌的天才賽馬娘」。經常有著自我意識過剩的態度。
成田白仁
聲：相坂優歌→衣川里佳
身高：160cm，體重：在馬場上沒有問題，三圍：B91/W58/H85，生日：5月3日
孤高且硬派，別稱「遮眼帶怪物」的三冠賽馬娘。
琵琶晨光的妹妹。
魯道夫象徵
聲：田所梓
身高：165cm，體重：相當理想的，三圍：B86/W59/H85，生日：3月13日
特雷森學園的學生會長。被眾人稱呼「皇帝」的三冠賽馬娘。
沉著冷靜，已經被不少後輩的賽馬娘當做類似信仰的對象。
在威嚴的一面之下，其實喜歡講冷笑話。
東海帝王憧憬的對象。自己也經常關心東海帝王，似乎也非常寵帝王。
氣槽
聲：青木瑠璃子
身高：165cm，體重：就如你所見的完美，三圍：B90/W57/H86，生日：4月6日
任何事都講求完美的賽馬娘，非常懼怕閃光燈。
學生會成員，經常在魯道夫象徵身邊輔佐學生會相關工作。敬仰魯道夫象徵的同時也非常能夠配合她除了冷笑話以外其他身邊的任何工作行為及指揮。
愛麗數碼
聲：鈴木實里
身高：143cm，體重：無增減，三圍：B74/W51/H75，生日：5月15日
草地或是泥地賽道都能跑的馬娘，同時也是馬娘宅。
偶像組合「逃亡者Sisters」的忠實粉絲。
雖然經常出現在美浦和栗東宿舍長為成績糟糕的馬娘聯合舉辦的學習會裡，但實際學業成績並沒有到需要出席該學習會的程度。
青雲天空
聲：鬼頭明里
身高：155cm，體重：忘記申報了，三圍：B77/W55/H80，生日：4月26日
個性我行我素的賽馬娘。雖然愛睡覺但有讓人感覺莫名奇妙的實力，同時也很擅長詐騙並玩弄其他人。
玉藻十字
聲：大空直美
身高：140cm，體重：無法測量，三圍：B72/W51/H73，生日：5月23日
身形嬌小性格急躁的賽馬娘。
美妙姿勢
聲：橋本千波
身高：158cm，體重：微増（拉麵吃太多了嗎？），三圍：B79/W56/H83，生日：1月27日
愛爾蘭出生的大小姐。來到日本後對庶民事物非常感興趣(尤其是拉麵)。
琵琶晨光
聲：近藤唯
身高：171cm，體重：無增減，三圍：B93/W61/H88，生日：3月10日
「BNW」的「B」，冷靜知性的賽馬娘。成田白仁的姐姐。
有讓人覺得頭很大身形，自己也非常在意別人提起這件事。
重砲
聲：今村彩夏→星谷美緒
身高：143cm，體重：無增減，三圍：B76/W51/H73，生日：3月24日
個性天真爛漫的元氣賽馬娘，比賽時經常隨自己的心情變換跑法。
因為名字裡有和《捍衛戰士》這部電影一樣的發音，因此在決勝服上有許多關於飛行員和F-14有關的設計（例如脖子上掛的狗牌和飛行員夾克，以及大腿兩側掛著F-14的緊急彈射椅手把。）
曼哈頓咖啡
聲：小倉唯
身高：155cm，體重：無增減，三圍：B81/W54/H78，生日：3月5日
漆黑長髮的馬娘。喜歡咖啡，討厭紅茶。
似乎有著讓人感到寒意的靈異體質。
經常莫名其妙成為愛麗速子測試藥物的實驗白老鼠。
美浦波旁
聲：長谷川育美
身高：160cm，體重：無增減，三圍：B86/W54/H87，生日：4月25日
性格略如機器人般木訥的賽馬娘。
目白雷恩
聲：土師亞文
身高：163cm，體重：微增（達到肌肉訓練的效果），三圍：B87/W57/H86，生日：4月11日
目白家族成員之一。
外表男孩子氣並經常以訓練肌肉的方式訓練自己，但私下稍微有想要留長髮並打扮的更像女孩子的想法。
菱曙
聲：松嵜麗
身高：180cm，體重：超大幅增，三圍：B99/W66/H88，生日：2月27日
體格和心胸都很大的馬娘。喜歡吃東西也喜歡給人東西吃。
雪之美人
聲：山本希望
身高：156cm，體重：無增減，三圍：B79/W55/H80，生日：3月10日
來自岩手的純樸美少女，入學後雖然想擺脫自己說方言的習慣，但偶爾還是不自覺說出方言。
米浴
聲：石見舞菜香
身高：145cm，體重：無增減，三圍：B75/W51/H76，生日：3月5日
雖然很懦弱，但能夠為了什麼而不斷努力並堅強的賽馬娘。
艾尼風神
聲：嶺內智美→長江里加
身高：167cm，體重：微增（稍微吃太多了嗎？），三圍：B88/W58/H84，生日：4月10日
生活節儉的馬娘，是養育著妹妹們的樑柱。經常注意超市的特價時間。
愛麗速子
聲：上坂菫
身高：159cm，體重：拒絕測量，三圍：B83/W55/H81，生日：4月13日
愛好實驗及發明藥物的馬娘。發明出來的藥物會優先拿給練馬師或曼哈頓咖啡測試（即使對方不願意）。
喜歡紅茶，討厭咖啡。此點與喜歡咖啡並討厭紅茶的曼哈頓咖啡相反，並曾經試圖發明讓自己能喝下咖啡與讓曼哈頓咖啡能喝下紅茶的藥物。
愛慕織姬
聲：咲咲木瞳
身高：157cm，體重：無增減，三圍：B85/W57/H82，生日：3月12日
個性陰沉並對人略有敵意的馬娘，其個性似乎和自己的出身有關。
稻荷一
聲：井上遙乃
身高：139cm，體重：無增減，三圍：B87/W50/H74，生日：5月7日
持有江戶人信念的賽馬娘，即便自己的出身似乎並不符合江戶人。
勝利獎券
聲：渡部優衣
身高：157cm，體重：無增減，三圍：B88/W57/H85，生日：3月21日
「BNW」的「W」，個性元氣、感受性強的賽馬娘，臉上貼著OK蹦，外號「劵藏」。
受小孩歡迎並有抓甲蟲的興趣，會把抓到的甲蟲送給對甲蟲有興趣的小孩。
空中神宮
聲：津田美波
身高：168cm，體重：無法測出結果，三圍：B77/W56/H85，生日：2月26日
外表看似凶暴的馬娘，其凶暴外表之下實際上擅長擔任電腦駭客。
榮進閃耀
聲：藤野彩水
身高：160cm，體重：無增減（1公克也看不出來），三圍：B88/W59/H86 ，生日：3月27日
德國出生的馬娘。嚴格對自己要求守時及遵守紀律。
興趣是製作甜點，且對任何材料都不允許有1公克的誤差。
真機伶
聲：篠原侑
身高：155cm，體重：這～是～秘～密，三圍：B83/W55/H79，生日：3月31日
天真無邪的可愛馬娘，會稱呼練馬師「哥哥」或「姊姊」。
個性成熟並略具有惡魔屬性，在社群平台擁有超過300萬粉絲。
川上公主
聲：高橋花林
身高：154cm，體重：無增減（的就決定好了吧！），三圍：B91/W57/H87，生日：5月5日
希望自己就像名字一樣能成為公主的馬娘，憧憬有朝一日白馬王子到來的一天。
擁有常人沒有的怪力，經常不小心過度施力對特雷森學園的公物造成各種損壞。
黃金城市
聲：香沙希
身高：158cm，體重：拒絕測量，三圍：B85/W58/H82，生日：4月16日
擁有美麗外表的賽馬娘，身兼模特兒及造型師的工作。
櫻花驀進王
聲：三澤紗千香
身高：158cm，體重：無增減，三圍：B83/W55/H83，生日：4月14日
習慣用自認為是最快速的方式解決事情的賽馬娘，連智慧環都只想靠蠻力直接解開。
特雷森學園的學級委員長，但經常有暴走的行為。
採珠
聲：福原綾香
身高：160cm，體重：全世界最完美的，三圍：B91/W57/H87，生日：4月16日
來自美國的歸國子女，對自己的美貌以及實力有著絕大的自信。
新光風
聲：高田憂希
身高：152cm，體重：無增減，三圍：B78/W59/H88，生日：4月14日
喜歡咬東西及咬人的馬娘，不論是練馬師或是其他馬娘都有可能成為她的咬人對象。
東商變革
聲：杉浦栞
身高：139cm，體重：拒絕測量，三圍：B72/W49/H73，生日：5月9日
自稱魔法少女的馬娘。其勝負服也具有魔法師的風格。
只要是跟魔法或是咒語有關的事物都會非常感興趣。
個性非常任性，經常有挑食及逃避補習等任性行為。
超級小溪
聲：優木加奈
身高：168cm，體重：微增（毫無理由吧），三圍：B97/W61/H91，生日：5月27日
溫和悠然具有母性的賽馬娘。
醒目飛鷹
聲：大和田仁美
身高：156cm，體重：微減（生活有點困難），三圍：B78/W55/H80，生日：4月4日
希望能成為頂尖馬娘偶像的馬娘。
與美浦波旁、無聲鈴鹿（動畫版馬娘四格增加艾尼斯風神、丸善斯基）組成馬娘偶像組合「逃亡者Sisters」，並擔任隊長。
荒漠英雄
聲：照井春佳
身高：156cm，體重：無增減，三圍：B89/W56/H78，生日：3月27日
性格保守且老實的馬娘。
喜歡讀書且幾乎什麼書都讀，跟她談論到有關書的事就會非常積極認真對人說出大量有關書的內容感想等討論事情。
島川喬登
聲：鈴木繪理
身高：157cm，體重：無言，三圍：B82/W56/H84，生日：2月4日
都市風氣的JK馬娘。對美甲有很大的興趣並經常擦指甲油。
與黃金船似乎關係不好。
學業成績不太好，是期末美浦和栗東宿舍長為成績糟糕的馬娘聯合舉辦的學習會的常客。
中山慶典
聲：下地紫野
身高：159cm，體重：在馬場上沒有問題，三圍：B78/W54/H79，生日：4月5日
不怎麼表露出感情的馬娘，常為小事賭博的硬派賭徒。
成田大進
聲：渡部惠子
身高：145cm，體重：拒絕測量，三圍：B71/W50/H73，生日：6月10日
「BNW」的「N」，個性冷傲自大的賽馬娘。
西野花
聲：河井晴菜
身高：135cm，體重：無增減，三圍：B67/W48/H70，生日：4月19日
學業成績非常優異的跳級生，以小學生的年齡跳級入學特雷森學園並成為特雷森學園的中學生。
其上課筆記非常工整整齊，就算是高中部的筆記也能幫忙整理。
春烏菈菈
聲：首藤志奈
身高：140cm，體重：微增（但不在乎），三圍：B74/W51/H73，生日：2月27日
個性樂觀，不論輸幾次都不氣餒的元氣賽馬娘。
帝王光輝的室友。（遊戲設定）
青竹回憶
聲：藍原琴美
身高：157cm，體重：無增減，三圍：B75/W58/H81，生日：5月14日
與櫻花進王同為特雷森學園的學級委員長，與櫻花進王和小栗帽有著競爭關係。
微光飛駒
聲：田中愛美
身高：144cm，體重：微增（吃太多了！），三圍：B72/W51/H75，生日：4月25日
體格小巧個性淘氣的馬娘。
喜歡特攝片，並希望自己也能成為英雄。遊戲中的勝負服模組也帶有類似特攝片英雄的元素。
美麗週日
聲：三宅麻理惠
身高：145cm，體重：太妙了！，三圍：B87/W52/H77，生日：5月31日
個性開朗並經常偏離預想行動的馬娘。
待兼福來
聲：新田日和
身高：163cm，體重：今天是「凶」日所以稍微有降，三圍：B84/W59/H83，生日：5月22日
愛好算命的賽馬娘。
千明代表
聲：天海由梨奈
身高：166cm，體重：無增減，三圍：B84/W55/H80， 生日：4月7日
與魯道夫象徵和成田白仁同為三冠賽馬娘。
名將怒濤
聲：和多田美咲
身高：164cm，體重：有點增加，三圍：B99/W61/H89，生日：3月25日
個性保守，經常負面思考的賽馬娘。
目白多伯
聲：久保田光
身高：157cm，體重：無增減，三圍：B83/W57/H81，生日：5月6日
目白家族成員之一。
外表看似冷漠而難以接近的美少女，實際上非常怕羞並經常感到自卑。
優秀素質
聲：前田佳織里
身高：157cm，體重：無增減，三圍：B79/W56/H80， 生日：4月16日
在很有氣質的外表之下，其實個性略微老成，並經常自嘲自己經常在勝利與失敗之間交臂的情況。
帝王光輝
聲：佐伯伊織
身高：159cm，體重：完美，三圍：B85/W60/H85， 生日：4月28日
高傲且自尊心非常強烈的賽馬娘。
春烏菈菈的室友。（遊戲設定）
待兼唐懷瑟
聲：遠野光
身高：155cm，體重：微增（吃太多了），三圍：B80/W55/H80， 生日：5月7日
個性開朗正面，外表偶爾有點天然呆的樣子。
生野狄杜斯
聲：田澤茉純
身高：163cm，體重：完美的成果，三圍：B75/W53/H82， 生日：4月10日
帶著鏡片很大的眼鏡。
目白麥昆的室友。（遊戲設定）
個性冷靜，具有很深的思想理論。
目白善信
聲：野口百合
身高：160cm，體重：微減，三圍：B84/W57/H86， 生日：3月21日
原本個性及戰績平凡，後來受到大德太陽影響下學會辣妹說話方式並讓戰績略微起色的「爆領」賽馬娘。
大德太陽
聲：山根綺
身高：156cm，體重：Hey!（情緒高漲），三圍：B82/W53/H85， 生日：4月10日
個性及說話方式如同辣妹的賽馬娘。
雙渦輪
聲：花井美春
身高：146cm，體重：無法測量，三圍：B72/W51/H74， 生日：4月13日
個性活潑，有鯊魚齒。
在比賽時有強烈的爆發力在比賽開始初期領跑，但通常都氣喘吁吁地在衝過終點線後倒下。
里見光鑽
聲：立花日菜
身高：135cm（動畫登場時）→158cm（入學後），體重：沒有增減吧？，三圍：B87/W54/H84， 生日：1月30日
個性略有幼稚一面的賽馬娘，是里見家族的成員之一，和北部玄駒是青梅竹馬兼室友。
北部玄駒
聲：矢野妃菜喜
身高：140cm（動畫登場時）→162cm（入學後），體重：快速成長中！，三圍：B85/W56/H88， 生日：3月10日
個性開朗的賽馬娘，和里見光鑽是青梅竹馬兼室友。
櫻花千代王
聲：野口瑠璃子
身高：156cm，體重：微減，三圍：B80/W55/H83， 生日：2月19日
個性坦率的馬娘，憧憬丸善斯基。
經常帶著筆記本紀錄各種看過聽過的事蹟或名言。
天狼星象徵
聲：菲魯茲·藍
身高：167cm，體重：沒興趣，三圍：B89/W55/H86， 生日：3月26日
強勢自信的馬娘，其中性美的外表與個性在校園受到不少馬娘喜愛。
目白阿爾丹
聲：會澤紗彌
身高：162cm，體重：秘密，三圍：B87/W56/H85， 生日：3月28日
個性溫柔的馬娘，目白家大小姐之一。
從小身體虛弱，但並沒有因此悲觀。
八重無敵
聲：日原亞由美
身高：159cm，體重：無增減，三圍：B78/W54/H81， 生日：4月11日
個性非常認真，時不時自我鍛鍊的馬娘，繼承家族的武藝並經常鍛鍊著。
鶴丸強志
聲：青山吉能
身高：160cm，體重：增量中，三圍：B85/W58/H86， 生日：4月6日
性格樂觀，元氣的馬娘，但不佳的身體狀況經常無法跟上其元氣的性格。
目白光明
聲：大西綺華
身高：157cm，體重：微增（嘛~吃太多了~），三圍：B84/W59/H81， 生日：4月19日
個性我行我素，時有笨手笨腳一面的馬娘。
雖身為目白家的馬娘但不被大眾看好，不過仍以自己的信條努力著。
謀勇兼備
聲：羊宮妃那
身高：158cm，體重：自然的推移，三圍：B80/W55/H82， 生日：4月15日
擅長野外生存的馬娘，喜歡與大自然共存。
櫻花桂冠
聲：真野美月
身高：162cm，體重：沒什麼好抱怨的，三圍：B78/W54/H80， 生日：5月8日
開朗的姐姐系馬娘，喜歡照顧其他人。
雖然從小受到傷病所苦，但還是憑著自己的努力及樂觀態度克服一切在賽場活耀。
成田路
聲：中村環奈
身高：166cm，體重：理想的，三圍：B86/W56/H83， 生日：4月4日
體育精神飽滿的馬娘，會不斷挑戰困難的努力家。
山人西風
聲：今泉里音奈
身高：154cm，體重：很輕，三圍：B85/W52/H77， 生日：5月27日
喜歡大自然的輕飄飄系馬娘。喜歡隨風奔馳。
狂怒樂章
聲：西連寺亞希
身高：161cm，體重：剛剛好，三圍：B81/W53/H78， 生日：5月1日
來自船橋特雷森學園的留學生，目標是打倒「中央」。
創昇
聲：塚田悠衣
身高：164cm，體重：機密事項，三圍：B86/W57/H84， 生日：3月9日
喜歡蒐集情報的馬娘，平時戴的眼鏡是沒度數的眼鏡。
希望之城
聲：亞咲花
身高：153cm，體重：別說出來！，三圍：B79/W55/H79， 生日：4月22日
北方飛翔
聲：指出毬亞
身高：156cm，體重：成長中，三圍：B82/W51/H80， 生日：4月12日
非常了解時尚的馬娘，不少馬娘非常喜歡她的時尚建議。
克莉斯耶絲象徵
聲：春川芽生
身高：170cm，體重：傑出的，三圍：B91/W58/H88， 生日：1月21日
沉默寡言、經常沒什麼感情的馬娘，其嚴肅的外表經常讓周遭的人感到害怕。
谷水琴蕾
聲：松岡美里
身高：166cm，體重：完美的，三圍：B77/W56/H79， 生日：5月4日
性格略微中二，有著獨特美學觀的馬娘，在校內經常有破壞欄杆的行為。
第一紅寶
聲：礒部花凜
身高：141cm，體重：有華麗地改變，三圍：B77/W53/H76， 生日：4月15日
性格冷漠的大小姐，其外表有著讓其他人難以接近的感覺。
目白拉茉奴
聲：東山奈央
身高：165cm，體重：理想到令人嫉妒的，三圍：B87/W57/H90， 生日：4月9日
才貌雙全的馬娘，其美貌常讓週邊的人感到迷惑。
奧斯頓真弓
聲：井上穗乃花
身高：152cm，體重：○根紅蘿蔔的重量，三圍：B86/W55/H80， 生日：3月5日
說話語氣溫吞的馬娘，身邊總是帶著自己的玩偶。
經常有搶鏡的行為，看到拍攝現場會忍不住想要在鏡頭前露臉。
里見皇冠
聲：鈴代紗弓
身高：163cm，體重：是秘密，三圍：B82/W53/H81， 生日：3月10日
里見家族的開朗馬娘。
因為同時在日本及香港活躍的關係，與朋友聊天時有時會不經意說出粵語。
高尚駿逸
聲：夏吉優子
身高：160cm，體重：安定感○，三圍：B85/W56/H80， 生日：3月14日
性格內向害羞的馬娘，不太敢與其他馬娘搭話。
在優秀的姐姐及妹妹面前關係似乎不太好。
極峰
聲：奧野香耶
身高：158cm，體重：精密，三圍：B83/W53/H78， 生日：3月5日
高尚駿逸和強擊的姐姐。
意志堅強，希望自己能成為兩位妹妹的好榜樣。
強擊
聲：伊藤彩沙
身高：156cm，體重：略微安定，三圍：B81/W51/H86， 生日：4月9日
高尚駿逸和極峰的妹妹。帶有小惡魔系的少女。
嚮往名人般地生活，希望有朝一日在杜拜比賽。
緞通烈焰
聲：福嶋晴菜
身高：163cm，體重：沒自信，三圍：B90/W60/H88， 生日：4月19日
性格溫和好相處的馬娘。
雖然對自己沒甚麼有自信，但還是想在賽場上爭取勝利。
喜嘉奇蹟
聲：佐藤日向
身高：156cm，體重：整潔的，三圍：B79/W51/H77， 生日：3月16日
溫和爽快的馬娘，因故曾兩次在死亡邊緣奇蹟般地活了下來。
叢林口袋
聲：藤本侑里
身高：158cm，體重：不知道，三圍：B77/W56/H80，  生日：5月7日
原本在地下私設賽事活耀的頑皮馬娘，後來受到富士奇蹟的感化參加URA的正式比賽。
信念
聲：秋山實咲
身高：156cm，體重：堅實地完成，三圍：B72/W54/H77， 生日：4月26日
莫名其妙
聲：河野日和
身高：160cm，體重：有點混亂？，三圍：B80/W56/H85， 生日：6月4日
如戰國武將一般行動豪放的馬娘，會稱呼訓練師「軍師」。
愛如往昔
聲：宮下早紀
身高：153cm，體重：魅惑的，三圍：B72/W50/H76， 生日：5月2日
小林歷奇
聲：稻垣好
身高：165cm，體重：秘密，三圍：B83/W55/H87， 生日：3月24日
喜歡研究風水命理的馬娘，其勝負服也具有道士的風格。
北幸樽前
聲：菊池紗矢香
身高：162cm，體重：無增減，三圍：B86/W56/H85， 生日：5月26日
來自苫小牧的鄉下馬娘，是苫小牧的觀光大使。
奇銳駿
聲：須藤叶希
身高：159cm，體重：不安定，三圍：B75/W52/H78， 生日：3月14日
個性很像溫柔老奶奶的馬娘，說話語氣也具有老奶奶般地親切。
參孫大
聲：根本京里
身高：143cm，體重：無增減(甚至更大！)，三圍：B72/W51/H72， 生日：4月14日
萬籟爭鳴
聲：MAKIKO
身高：161cm，體重：bellissimo!(義語：美麗的)，三圍：B80/W52/H81， 生日：4月12日
喜歡音樂，視比賽為演奏。
萊斯萊斯
聲：田邊留依
身高：159cm，體重：最強的風格，三圍：B83/W56/H82， 生日：3月10日
頭腦聰明清晰的馬娘，以「最強」為目標不斷自我努力研究。
葛城榮主
聲：藤原夏海
身高：165cm，體重：高手級，三圍：B81/W54/H77， 生日：4月24日
來自鄉下的活力馬娘，不喜歡被固定的概念拘束。
新宇宙
聲：白石晴香
身高：160cm，體重：宇宙般地神秘，三圍：B79/W52/H77， 生日：5月21日
頭腦聰明但說話方式奇怪的馬娘，經常讓人認為她是外星人。
菱奇蹟
聲：春日櫻
身高：156cm，體重：普通，三圍：B85/W62/H88， 生日：3月31日
性格及行為普通的馬娘，有時像普通人那樣在可行的範圍努力，但有時也像普通人那樣在想偷懶時偷懶。
踢踏城市
聲：篠田南
身高：170cm，體重：完全沒注意，三圍：B89/W55/H88， 生日：3月16日
來自美國的行動派馬娘，為了實現自己的浪漫而奔跑著。
大鳴大放
聲：秋奈
身高：166cm，體重：令人驚嘆的，三圍：B89/W57/H85， 生日：3月22日
性格些許冷漠的精英馬娘。
在正式於企劃中公開以前，北部玄駒在遊戲中的育成劇情中有原型取自於該馬娘原型的原創馬娘（ブリュスクマン）。
萊茵力量
聲：小島菜菜惠
身高：157cm，體重：溫和的，三圍：B85/W55/H83， 生日：4月4日
性格開朗的馬娘，喜歡在外面曬太陽。
西沙里奧
聲：佐藤榛夏
身高：167cm，體重：微減(賽前會稍微克制)，三圍：B80/W53/H84， 生日：3月31日
平時在外表面上性格稍有冷漠，但私底下性格開朗活潑的馬娘。其兩面的性格有時讓周圍的人以為是不同的人。
空中救主
聲：根本優奈
身高：162cm，體重：守規矩的，三圍：B83/W56/H81， 生日：2月4日
性格認真的馬娘，為了延續母親的榮耀而努力著。
勇敢之心
聲：希水汐
身高：165cm，體重：大膽，三圍：B82/W52/H84， 生日：3月9日
出身美國，自信且自傲的馬娘，是謀勇兼備的重要前輩。
火神
聲：佳原萌枝
身高：165cm，體重：感覺不錯♡，三圍：B92/W61/H86， 生日：2月27日
自信但有些散漫的馬娘，討厭開反省會。
迷人景致
聲：和泉風花
身高：159cm，體重：微減(賽前調整中)，三圍：B81/W56/H81， 生日：3月14日
黃金巨匠
聲：日笠陽子
身高：165cm，體重：黃金般的輝煌，三圍：B82/W55/H80， 生日：5月14日
性格唯我獨尊的馬娘，身邊有不少願意侍奉她的學生。
貴婦人
聲：芹澤優
身高：167cm，體重：強大的，三圍：B95/W63/H87， 生日：2月20日
視強大為正義的馬娘，擁有異於常人的怪力。
凱旋芭蕾
聲：月城日花
身高：159cm，體重：增量中，三圍：B76/W55/H80， 生日：4月10日
一个健康而敬业的马娘，有强烈的胜利欲望
她每天不知疲倦地工作，成为让故事闪闪发光的主角……。
夢之旅
聲：吉岡茉祐
身高：144cm，體重：不明，三圍：B66/W48/H69， 生日：2月24日
溫文爾雅的馬娘，是黃金巨匠的姐姐。
金鎮之光
聲：望月由美子
身高：159cm，體重：以最快的速度成長中，三圍：B80/W55/H80， 生日：5月3日
嚴肅冷酷的馬娘，行動非常直接，不喜歡「曲線」的事物。
多旺達
聲：野木奏
身高：162cm，體重：忠實地完成，三圍：B89/W56/H85， 生日：5月25日
富有騎士精神的馬娘，行為舉止宛如騎士。
吹波糖
聲：神谷早矢佳
身高：166cm，體重：正如所聲明的完美，三圍：B82/W58/H84， 生日：4月11日
堅定有精神的馬娘，嘴裡經常咀嚼泡泡糖。
櫻花千歲王
聲：(暫無)
身高：164cm，體重：整潔的，三圍：B84/W56/H84， 生日：5月11日
超常駿驥
聲：日比優理香
身高：171cm，體重：怪物的，三圍：B81/W59/H82， 生日：4月20日
正義感強大的馬娘，是特雷森學園的風紀委員。
防爆裝束
聲：紫月杏朱彩
身高：174cm，體重：前進！，三圍：B93/W63/H90， 生日：4月2日
天真爛漫的馬娘，喜歡有關人類的一切事物。
杏目
聲：石原夏織
身高：163cm，體重：完美、呦，三圍：B86/W57/H81， 生日：3月10日
文武雙全的優等生，擁有極強的好勝心。
旺紫丁
聲：中島由貴
身高：162cm，體重：溫和的推移，三圍：B88/W57/H85， 生日：4月3日
優雅賢淑的馬娘，說話帶有一點關西腔。
放聲歡呼
聲：夏目妃菜
身高：160cm，體重：增長約 10 英里！，三圍：B84/W55/H85， 生日：1月24日
活力有元氣的馬娘，以自己訂的「我的規則」生活著。
擅長1英里的賽事，說話也常帶有「マイル」的口癖。
唯獨愛你
聲：久保田未夢
身高：158cm，體重：僅對會員公開，三圍：B88/W58/H88， 生日：3月26日
在網路上經營粉絲俱樂部的馬娘，願望是把「愛」散播到全世界。
創世駒
聲：真名瀨日和
身高：152cm，體重：歷史的，三圍：B77/W54/H76， 生日：3月6日
性格內向，喜歡研究歷史的馬娘，猜測賽事的結果常常都很準確。
機伶金花
聲：小田杏樹
身高：153cm，體重：和諧的推移，三圍：B78/W53/H77， 生日：4月23日
性格溫柔和善的馬娘，喜歡花朵。
黃金旅程
聲：松田颯水
身高：142cm，體重：怎麼吃都不會胖，三圍：B67/W49/H68， 生日：3月24日

#### 原創的賽馬娘
快樂溫順（Happy Mik）
聲：吉咲美優
僅在遊戲劇本「URA」&「女神盃」登場。悠哉迷糊的賽馬娘，很少說話並經常發呆。由桐生院葵作為她的練馬師對其負責訓練及指導。
若主人公（玩家）成功讓培育的馬娘晉級URA決賽，她就會成為玩家培育的馬娘出席URA決賽時的對手。
在现实世界中，该名称于2022年2月10日已成功注册为日本赛马，但拉丁文名不同（Happy Meek），为2020年2月29日出生于桥本牧场的芦毛母马，血统外祖父为荒漠英雄。
微苦糖漬（Bitter Glasse）
聲：島田愛野
僅在遊戲劇本「青春盃」&「女神盃」登場。爭強好勝，喜歡瘋狂訓練的馬娘。由樫本理子作為她的練馬師對其負責訓練及指導。
若主人公（玩家）成功讓培育的馬娘晉級URA決賽並在之前獲得青春盃優勝，她就會成為玩家培育的馬娘出席URA決賽時的對手。
在现实世界中，该名称于2022年2月10日已成功注册为日本赛马，为2020年1月12日出生于高桥牧场的栗毛公马，血统外祖父为樱花进王。
小巧圓繭（Little Cocon）
聲：白砂沙帆
僅在遊戲劇本「青春盃」&「女神盃」登場。冷酷且不擅長說話的馬娘。由樫本理子作為她的練馬師對其負責訓練及指導。
若主人公（玩家）成功讓培育的馬娘晉級URA決賽並在之前獲得青春盃優勝，她就會成為玩家培育的馬娘出席URA決賽時的對手。
在现实世界中，该名称于2022年2月10日已成功注册为日本赛马，为2020年2月29日出生于桥本牧场的芦毛母马，血统祖父为樱花进王。
明亮光暈
聲：植田佳奈
僅在遊戲登場。特雷森學園畢業生之一。
「繁星演唱會復辦計畫」的發起人，同時擔任活動製作人。
金星復活節
聲：折原日菜
在遊戲劇本「Reach for the stars L'Arc計畫」登場。法國出生的賽馬娘，是位才華洋溢的天才。
其原型可能是卓芙
偉大女王
聲：井料愛良
在遊戲劇本「Reach for the stars L'Arc計畫」登場。稱為「世界最強」的賽馬娘。
其原型可能是勇舞者
索儂愛爾菲
聲：小清水亞美
為向世界傳達快樂運動每天都開直播的田徑系Umatuber，與都留岐涼花互為搭檔關係，代表綜合運動大會「U.A.F」的形象角色。
製作的影片內容活用自己作為賽馬娘的身體能力，以開朗熱血的角色形象獲得極大人氣

### 特雷森學園人物
駿川手綱（別稱：駿川韁繩）
聲：藤井幸代
身高：164cm，體重：秘密，三圍：B83/W58/H84，日：5月2日
特雷森學園理事長秘書。在比賽中擔任領航員。
特雷森學園的理事長秘書。為新人訓練員主人公提供支援的前輩、上司及搭檔般的存在。
性格溫厚，帶有沉穩氣氛的優秀大姐姐。
對於剛剛來到學園赴任的主人公，時而溫柔、時而嚴格地予以指導。
虽然作品中没有展露出马耳或马尾，但被爱好者们认为原型是丰收时刻。
桐生院葵
聲：岡咲美保
特雷森學園的老師兼快樂溫順的訓練員。
作為桐生院家的獨生女，積極認真努力訓練快樂溫順，有時也會給予主人公訓練意見。
秋川彌生
聲：水橋香織
性格豪爽的特雷森學園理事長，時常不惜自身財產支持特雷森學園的大家。
虽然作品中没有展露出马耳或马尾，但被爱好者们认为原型是北方风味——作为赛马退役后种马引进入日本，产出了大量著名日本赛马后裔。
安心澤刺刺美
聲：井上喜久子
出現在特雷森學園保健室的神秘針灸師，主人公（玩家）在遊戲中的培育過程會低機率遇到她並被其勸誘讓她對培育中的馬娘施予針灸。其針灸技術雖然自稱安心且精明，但實際上具有很大的風險，若玩家選擇讓培育中的馬娘接受針灸可能會隨機大幅強化或是弱化馬娘。
實際上是不法入侵特雷森學園，在學園中是不法存在的人物。若玩家選擇讓馬娘拒絕接受針灸，她就會被駿川趕走。
有位妹妹Beauty安心澤是服裝設計師並主辦不少服裝活動。
樫本理子
聲：朴璐美
微苦糖漬與小巧圓繭的訓練員。在青春盃模式劇情中因秋川彌生出國考察而成為特雷森學園的代理理事長。
任何事都能完美地完成，但不擅長運動。
佐岳鳴
聲：堀江由衣
以讓日本的馬娘稱霸凱旋門賞為目標的「L'Arc計畫(プロジェクトL'Arc)」的立案者，隸屬URA特雷森學園強化部門，與秋川理事長親如姊妹。
都留岐涼花
聲：佐藤利奈
兼具對娛樂的情熱與及冷靜思考的能幹製作人，也是賽馬娘綜合運動大會「U.A.F」的營運總負責人。

## 漫畫

### 賽馬娘 Pretty Derby -春麗會加油的！-
《賽馬娘Pretty Derby -春麗會加油的！-》（ウマ娘 プリティーダービー-ハルウララがんばる！-）是以春麗擔任主角的喜劇作品。融入了現實已經退役賽馬春麗的經歷等元素，由高知縣競馬組合等相關單位提供並協助。于2016年5月8日至同年9月11日在Cygames的官方網站「Cycomics」（サイコミ）進行更新。全10話。作畫由皇宇擔任。

### STARTING GATE！ -賽馬娘 Pretty Derby-
《STARTING GATE！ -賽馬娘 Pretty Derby-》（STARTING GATE! -ウマ娘 プリティーダービー-）于2017年3月25日開始在Cygames的官方網站「Cycomics」（サイコミ）進行更新。作畫由擔任。
角色設定與動畫版相同，但是劇情與動畫版不同。
| 集數 | 講談社        | 講談社                    | 小学館         | 小学館                 |
| 集數 | 發售日期      | ISBN                      | 發售日期       | ISBN                   |
| ---- | ------------- | ------------------------- | -------------- | ---------------------- |
| 1    | 2017年7月28日 | ISBN 978-4-06-509201-9    | 2021年11月18日 | ISBN 978-4-09-850710-8 |
| 2    | 2018年1月30日 | ISBN 978-4-06-509247-7    | 2021年11月18日 | ISBN 978-4-09-850711-5 |
| 3    | 2018年5月30日 | ISBN 978-4-06-509267-5    | 2022年1月19日  | ISBN 978-4-09-850712-2 |
| 4    | 2019年3月29日 | ISBN 978-4-06-515533-2    | 2022年1月19日  | ISBN 978-4-09-850713-9 |
| 5    | 2021年6月30日 | ※第5卷和第6卷只提供电子书 | 2022年3月18日  | ISBN 978-4-09-850714-6 |
| 6    | 2021年7月30日 | ※第5卷和第6卷只提供电子书 | 2022年3月18日  | ISBN 978-4-09-850715-3 |

### 赛马娘四格
《赛马娘四格》（うまよん）是描寫動畫版登場賽馬娘們的日常四格漫畫，于2018年3月30日同樣在Cygames的官方網站「Cycomics」（サイコミ）進行更新。作畫由擔任。

### 賽馬娘 灰髮灰姑娘
《賽馬娘 芦毛灰姑娘》（ウマ娘 シンデレラグレイ）是小栗帽擔任主角的作品，從《週刊YOUNG JUMP》2020年28號開始連載。由久住太陽負責作畫。

### 赛马娘 Pretty Derby 短篇漫畫精選集 STAR
《赛马娘 Pretty Derby 短篇漫畫精選集 STAR》（ウマ娘 プリティーダービー アンソロジーコミック STAR）是2021年5月19日起发售的单行本漫画。内容是日常。
| 集數   | 星海社         | 星海社                 |
| 集數   | 發售日期       | ISBN                   |
| ------ | -------------- | ---------------------- |
| 1      | 2021年5月19日  | ISBN 978-4-06-523922-3 |
| 2      | 2021年9月29日  | ISBN 978-4-06-525049-5 |
| 限定版 | 2021年9月29日  | ISBN 978-4-06-525797-5 |
| 3      | 2022年1月26日  | ISBN 978-4-06-526776-9 |
| 4      | 2022年7月28日  | ISBN 978-4-06-528816-0 |
| 5      | 2022年11月30日 | ISBN 978-4-06-530050-3 |
| 6      | 2023年5月17日  | ISBN 978-4-06-531622-1 |
| 7      | 2023年9月28日  | ISBN 978-4-06-533082-1 |
| 8      | 2024年2月28日  | ISBN 978-4-06-534821-5 |
| 9      | 2024年7月31日  | ISBN 978-4-06-536367-6 |
| 10     | 2024年11月27日 | ISBN 978-4-06-537683-6 |

### 赛马娘 Pretty Derby 马娘饭
《赛马娘 Pretty Derby 马娘饭》（ウマ娘 プリティーダービー うまむすめし）自2023年3月1日起在「Cycomics」（サイコミ）连载。由浅草九十九担任作画。
| 集數 | 小学馆         | 小学馆                 |
| 集數 | 發售日期       | ISBN                   |
| ---- | -------------- | ---------------------- |
| 1    | 2023年7月19日  | ISBN 978-4-09-852338-2 |
| 2    | 2023年10月19日 | ISBN 978-4-09-852880-6 |
| 3    | 2024年2月28日  | ISBN 978-4-09-853103-5 |
| 4    | 2024年6月19日  | ISBN 978-4-09-853334-3 |
| 5    | 2024年12月19日 | ISBN 978-4-09-853620-7 |

### 赛马娘 Pretty Derby 樱花绽放
《赛马娘 Pretty Derby 樱花绽放》（ウマ娘 プリティーダービー スターブロッサム）是樱花桂冠担任主角的作品，2023年4月10号起在《周刊YOUNG JUMP》、《少年Jump+》等平台同步连载，由保谷伸进行作画。
| 集數 | 集英社        | 集英社                 |
| 集數 | 發售日期      | ISBN                   |
| ---- | ------------- | ---------------------- |
| 1    | 2023年9月19日 | ISBN 978-4-08-892828-9 |
| 2    | 2024年3月18日 | ISBN 978-4-08-893136-4 |
| 3    | 2024年9月19日 | ISBN 978-4-08-893368-9 |
| 4    | 2025年3月18日 | ISBN 978-4-08-893601-7 |

### 赛马娘 PisuPisu☆SupiSupi 小金船
《赛马娘 PisuPisu☆SupiSupi 小金船》（ウマ娘 ピスピス☆スピスピ ゴルシちゃん）是2023年11月末开始在龙漫CORO-CORO更新的漫画。柴田直樹担任作画。
| 集數 | 小学馆         | 小学馆                 |
| 集數 | 發售日期       | ISBN                   |
| ---- | -------------- | ---------------------- |
| 1    | 2024年2月28日  | ISBN 978-4-09-943151-8 |
| 2    | 2024年6月27日  | ISBN 978-4-09-943090-0 |
| 3    | 2024年12月18日 | ISBN 978-4-09-149839-7 |
| 4    | 2025年3月28日  | ISBN 978-4-09-154018-8 |

## CD
| 發行日期                           | CD名稱                                              | 規格編號                         | 規格編號                         |
| 發行日期                           | CD名稱                                              | 限定盤                           | 通常盤                           |
| 賽馬娘Pretty Derby STARTING GATE   | 賽馬娘Pretty Derby STARTING GATE                    | 賽馬娘Pretty Derby STARTING GATE | 賽馬娘Pretty Derby STARTING GATE |
| ---------------------------------- | --------------------------------------------------- | -------------------------------- | -------------------------------- |
| 2016年11月30日                     | STARTING GATE 01                                    |                                  | LACA-15621                       |
| 2017年1月11日                      | STARTING GATE 02                                    | LACA-15622                       |                                  |
| 2017年1月25日                      | STARTING GATE 03                                    | LACA-15623                       |                                  |
| 2017年2月22日                      | STARTING GATE 04                                    | LACA-15624                       |                                  |
| 2017年4月5日                       | STARTING GATE 05                                    | LACA-15625                       |                                  |
| 2017年5月3日                       | STARTING GATE 06                                    | LACA-15626                       |                                  |
| 2018年1月17日                      | STARTING GATE 07                                    | LACA-15707                       |                                  |
| 2018年2月14日                      | STARTING GATE 08                                    | LACA-15708                       |                                  |
| 2018年3月14日                      | STARTING GATE 09                                    | LACA-15709                       |                                  |
| 2018年4月18日                      | STARTING GATE 10                                    | LACA-15710                       |                                  |
| 2018年5月16日                      | STARTING GATE 11                                    | LACA-15711                       |                                  |
| 2018年6月13日                      | STARTING GATE 12                                    | LACA-15712                       |                                  |
| 2021年9月22日                      | STARTING GATE Unit Song Collection                  | LACA-15889                       |                                  |
| 賽馬娘Pretty Derby ANIMATION DERBY |                                                     |                                  |                                  |
| 2017年11月22日                     | ANIMATION DERBY 00 ENDLESS DREAM!!                  | LACM-34688                       | LACM-14688                       |
| 2018年4月25日                      | ANIMATION DERBY 01 Make debut!                      |                                  | LACM-14741                       |
| 2018年5月9日                       | ANIMATION DERBY 02                                  | LACM-14742                       |                                  |
| 2018年7月25日                      | ANIMATION DERBY 03 Special Record!/Find My Only Way | LACM-14779                       |                                  |
| 2018年8月1日                       | ANIMATION DERBY 04 Original Soundtrack              | LACA-9637~8                      |                                  |
| 2018年9月12日                      | ANIMATION DERBY 05                                  | LACA-15755                       |                                  |
| 2018年9月26日                      | ANIMATION DERBY 06                                  | LACA-15756                       |                                  |
| 2018年10月10日                     | ANIMATION DERBY 07                                  | LACA-15757                       |                                  |
| 2021年2月24日                      | ANIMATION DERBY Season 2 vol.1                      | LACM-24083                       |                                  |
| 2021年3月10日                      | ANIMATION DERBY Season 2 vol.2                      | LACM-24087                       |                                  |
| 2021年3月31日                      | ANIMATION DERBY Season 2 vol.3 Original Sound Track | LACA-9814~9815                   |                                  |
| 賽馬娘Pretty Derby WINNING LIVE    |                                                     |                                  |                                  |
| 2021年3月17日                      | WINNING LIVE 01                                     |                                  | LACA-15859                       |
| 2021年9月22日                      | WINNING LIVE 02                                     | LACA-15879                       |                                  |
| 2022年2月9日                       | WINNING LIVE 03                                     | LACA-15930                       |                                  |
| 2022年3月16日                      | WINNING LIVE 04                                     | LACA-15938                       |                                  |
| 2022年4月27日                      | WINNING LIVE 05                                     | LACM-24249                       |                                  |
| 2022年4月27日                      | WINNING LIVE 06                                     | LACA-9885/6                      |                                  |
| 2022年8月17日                      | WINNING LIVE 07                                     | LACA-25001                       |                                  |
| 2022年9月28日                      | WINNING LIVE 08                                     | LACA-25014                       |                                  |
| 2022年12月28日                     | WINNING LIVE 09                                     | LACA-25032                       |                                  |
| 2023年2月8日                       | WINNING LIVE 10                                     | LACA-25034                       |                                  |
| 2023年3月29日                      | WINNING LIVE 11                                     | LACM-24348                       |                                  |
| 2023年4月26日                      | WINNING LIVE 12                                     | LACA-9975~7                      |                                  |
| 2023年09月06日                     | WINNING LIVE 13                                     | LACA-25055                       |                                  |
| 2023年09月13日                     | WINNING LIVE 14                                     | LACA-25069                       |                                  |
| 2024年01月24日                     | WINNING LIVE 15                                     | LACA-25080                       |                                  |
| 2024年03月06日                     | WINNING LIVE 16                                     | LACA-25083                       |                                  |
| 2024年03月06日                     | WINNING LIVE 17                                     | LACA-19026~8                     |                                  |
| 2024年04月17日                     | WINNING LIVE 18                                     | LACA-25086                       |                                  |
| 2024年06月26日                     | WINNING LIVE 19                                     | LACA-25099                       |                                  |
| 2024年07月31日                     | WINNING LIVE 20                                     | LACA-25100                       |                                  |
| 2024年09月04日                     | WINNING LIVE 21                                     | LACA-25109                       |                                  |
| 2024年10月16日                     | WINNING LIVE 22                                     | LACA-25119                       |                                  |

## 電視動畫
由Cygames、東寶動畫及Lantis三家共同企劃製作的電視動畫。
第1期於2018年4月1日起首播。動畫製作由P.A.WORKS負責。
第2期於2021年1月4日起首播，動畫製作改由STUDIO KAI負責。
第3期于2023年10月4日起首播，動畫製作仍维持为STUDIO KAI。

## 短篇動畫

### 賽馬娘四格
短篇動畫《賽馬娘四格》（うまよん）於2020年7月7日起至9月22日為止首播。劇情與漫畫版不同。
动画BD里还有另外12集的内容，是从漫画中精心挑选制作的。

#### 製作人員
- 原作、音樂、製作：Cygames
- 漫畫：（作畫）、伊藤仁（劇本）（Cycomics連載）
- 導演、人物設定、總作畫監督：宮嶋星矢
- 分鏡：伊藤仁、宮嶋星矢
- 美術監督：山口雅範（Studio White）
- 攝影監督：林昌宏
- 音響監督：森田祐一
- 音樂製作人：内田哲也（Cygames）
- 動畫制作：DMM.futureworks、W-Toon Studio

#### 主題曲
片尾曲
（第1－4話）
作詞：corochi，作曲、編曲：内田哲也
主唱：特別週（和氣杏未）、草上飛（前田玲奈）、神鷹（高橋未奈美）、星雲天空（鬼頭明里）、帝皇光輝（佐伯伊織）
（第5－8話）
作詞：國土佳音，作曲：櫻井詩郎，編曲：佐佐木聰作
主唱：東海帝王（Machico）、魯鐸象徵（田所梓）、氣槽（青木瑠璃子）、富士奇蹟（松井惠理子）、亞馬遜（巽悠衣子）
（第9－10、12話）
作詞、作曲、編曲：lull
主唱：無聲鈴鹿（高野麻里佳）、醒目飛鷹（大和田仁美）、美浦波旁（長谷川育美）、丸善斯基（Lynn）、艾尼風神（嶺内智美）

#### 各話列表
| 話數   | 日文標題 | 中文標題                        | 作畫監督   | 首播日期      |
| ------ | -------- | ------------------------------- | ---------- | ------------- |
| 第1話  |          | 40分以下! 特雷森學園補考特別盃  |            | 2020年 7月7日 |
| 第2話  |          | 新鮮出爐! 特雷森學園介紹VTR     | 宮嶋星矢   | 7月14日       |
| 第3話  |          | 嚮往的世界就在這裡              | 宮嶋星矢、 | 7月21日       |
| 第4話  |          | 歌劇劇場·『嗚呼這就是我的宿命』 |            | 7月28日       |
| 第5話  |          | 大激戰!? 拉麵盃（GII）          | 8月4日     |               |
| 第6話  |          | 大小姐們優雅的午餐              | 8月11日    |               |
| 第7話  |          | 抓獨角仙! BNW                   | 宮嶋星矢、 | 8月18日       |
| 第8話  |          | 英雄劇場·馬戰士V（five）!!      |            | 8月25日       |
| 第9話  |          | 實現夢想吧! 領放sisters☆        | 9月1日     |               |
| 第10話 |          | 怕了就輸了! 試膽對決!           | 9月8日     |               |
| 第11話 |          | 賽馬娘四格懸疑劇場              |            | 9月15日       |
| 第12話 |          | 本日的主賽! 金船障礙（GI）      |            | 9月22日       |

### 悠哉賽馬娘
短篇動畫《悠哉賽馬娘》（うまゆる）於2022年10月16日起在官方YouTube頻道「Paka Tube!」（ぱかチューブっ!）首播。
其衍生作《悠哉賽馬娘 Pretty Gray》（うまゆる ぷりてぃ～ぐれい）于2025年4月30日在官方YouTube頻道「Paka Tube!」（ぱかチューブっ!）首播，共4集。

#### 片尾曲
（第1－4话）
作词：松井洋平
作曲：本多友紀
编曲：水野谷怜
主唱：伏特加（大桥彩香）、大和赤骥（木村千咲）、鹤丸刚志（青山吉能）、吉兆（春川芽生）、谷野美酒（松冈美里）
（第5－8话）
作词：真崎エリカ
作曲：本多友紀
编曲：河合泰志
主唱：东海帝王（Machico）、目白麦昆（大西沙织）、爱丽速子（上坂堇）、待兼福来（新田日和）、双涡轮（花井美春）
「Dance 2 Endless Beat」（第9－12话）
作词：松井洋平
作曲、编曲：
主唱：丸善斯基（Lynn）、大和赤骥（木村千咲）、空中神宫（津田美波）、双涡轮（花井美春）、快乐米可（吉咲美优）
（第13－16话）
作词：ONJUICY（KAIKOO）
作曲、编曲：BAKU
主唱：草上飞（前田玲奈）、好歌剧（德井青空）、雪之美人（山本希望）、胜利奖券（渡部优衣）、成田大进（渡部惠子）
「Bright Melody」（第17－20话）
作词：
作曲：青木宏憲
编曲：日直伸次、青木宏憲
主唱：伏特加（大桥彩香）、鲁道夫象征（田所梓）、气槽（青木瑠璃子）、爱丽数码（铃木实里）、谷野美酒（松冈美里）
（第21－23话）
作词：
作曲：本多友紀
编曲：水野谷怜
主唱：特别周（和气杏未）、小栗帽（高柳知叶）、美妙姿势（桥本千波）、空中神宫（津田美波）、待兼诗歌剧（远野光）
（第24话）
作词、作曲、编曲：本田晃弘
主唱：伏特加（大桥彩香）、大和赤骥（木村千咲）、鹤丸刚志（青山吉能）、吉兆（春川芽生）、谷野美酒（松冈美里）

## 網路動畫
網路動畫《賽馬娘 Pretty Derby Road to the Top》（ウマ娘 プリティーダービー Road to the Top）於2023年4月16日起每周在官方YouTube頻道首播一集，共4集。。
在2024年下述的赛马娘电影公映前的5月10号，它的编修版被端上大荧幕与观众见面。

### 登场角色

#### 原創的賽馬娘
迅捷創建者
僅在動畫「Road to the Top」第4話登場。草綠色長髮並戴眼鏡的賽馬娘，決勝服配色和髮色同樣是草綠色。
於菊花賞最後衝刺拿下第三名（第一名：成田路、第二名：好歌劇）。
其原型可能是拉斯卡爾鈴鹿（ラスカルスズカ）。

### 主题曲
片头曲「Glorious Moment!」
作词：松井洋平
作曲、编曲：三好啓太
主唱：成田路（中村环奈）、爱慕织姬（咲咲木瞳）、好歌剧（徳井青空）
插曲(第4話)
作詞：
作曲、編曲：本多友纪
主唱：成田路（中村环奈）、爱慕织姬（咲咲木瞳）、好歌剧（徳井青空）
片尾曲（第4話）
作词、作曲、编曲：本田晃弘
主唱：成田路（中村环奈）、爱慕织姬（咲咲木瞳）、好歌剧（徳井青空）、名将怒涛（和多田美咲）、真机伶（篠原侑）、春乌拉拉（首藤志奈）、米浴（石見舞菜香）、小栗帽（高柳知葉）。

## 电影
动画电影《賽馬娘 Pretty Derby 新時代之門》（ウマ娘 プリティーダービー 新時代の扉）于2024年5月24日公映。

## 網路廣播
網路廣播以為標題，2016年11月11日起在HiBiKi Radio Station進行配信。毎週五更新。主持人由特別週的聲優和氣杏未、無聲鈴鹿的聲優高野麻里佳、東海帝皇的聲優Machico共3人擔任。

## 衍生游戏
- 《赛马娘 Pretty Derby 热血喧闹大感谢祭！》（日语：ウマ娘 プリティーダービー 熱血ハチャメチャ大感謝祭！）[55]

## 爭議事件

### 繁體中文版相关爭議
本遊戲在2022年6月27日，由小萌科技有限公司 (komoe Technology Inc) 代理推出繁體中文版。

#### 使用條款準據法爭議
在繁中版發行當下，本遊戲被發現如下爭議：
- 準據法：本遊戲使用者條款準據法跟隨香港（公司注冊地）之法律，第一審仲裁法院為香港國際仲裁中心，對台灣使用者造成權益損害；前述現象經由台灣立法委員邱顯智揭露後，遊戲官方後來於6/29修改準據法條款，將台灣和港澳玩家的準據法分開辦理，台灣玩家準據法改為台灣法律、第一審仲裁法院改隸臺灣臺北地方法院[56][57]。
- 台灣矮化爭議：承上點，本遊戲初版使用者條款有2處提到台灣，都在台灣二字之前自動冠上「中國」；前述現象經台灣立法委員鄭運鵬向台灣遊戲產業主管機關經濟部工業局反映之後，遊戲官方後來同樣修改準據法條款，但涉及台灣使用者之條款改為「依照『當地』法律」而非「台灣、我國」等台灣代稱字眼，雖未構成違反台灣法律，但台灣玩家依舊無法接受小萌改變對台矮化用詞[58]。
- 客戶端植入惡意監控程式：有別於日文原版客戶端，繁中版客戶端被代理商小萌置入騰訊開發的後台監控程式「騰訊雲手遊安全」，此舉會將所有玩家的隱私資訊、聊天紀錄、遊戲活動紀錄等敏感資訊，全部回傳到中國大陸境內[59]。迫於輿論壓力，代理商後於1.9.5版本移除後台監控程式「騰訊雲手遊安全」之SDK。賽馬娘Pretty Derby 1.9.5版本更新，移除爭議之「騰訊雲手遊安全」SDK。图为使用LibChecker所查看到的差异

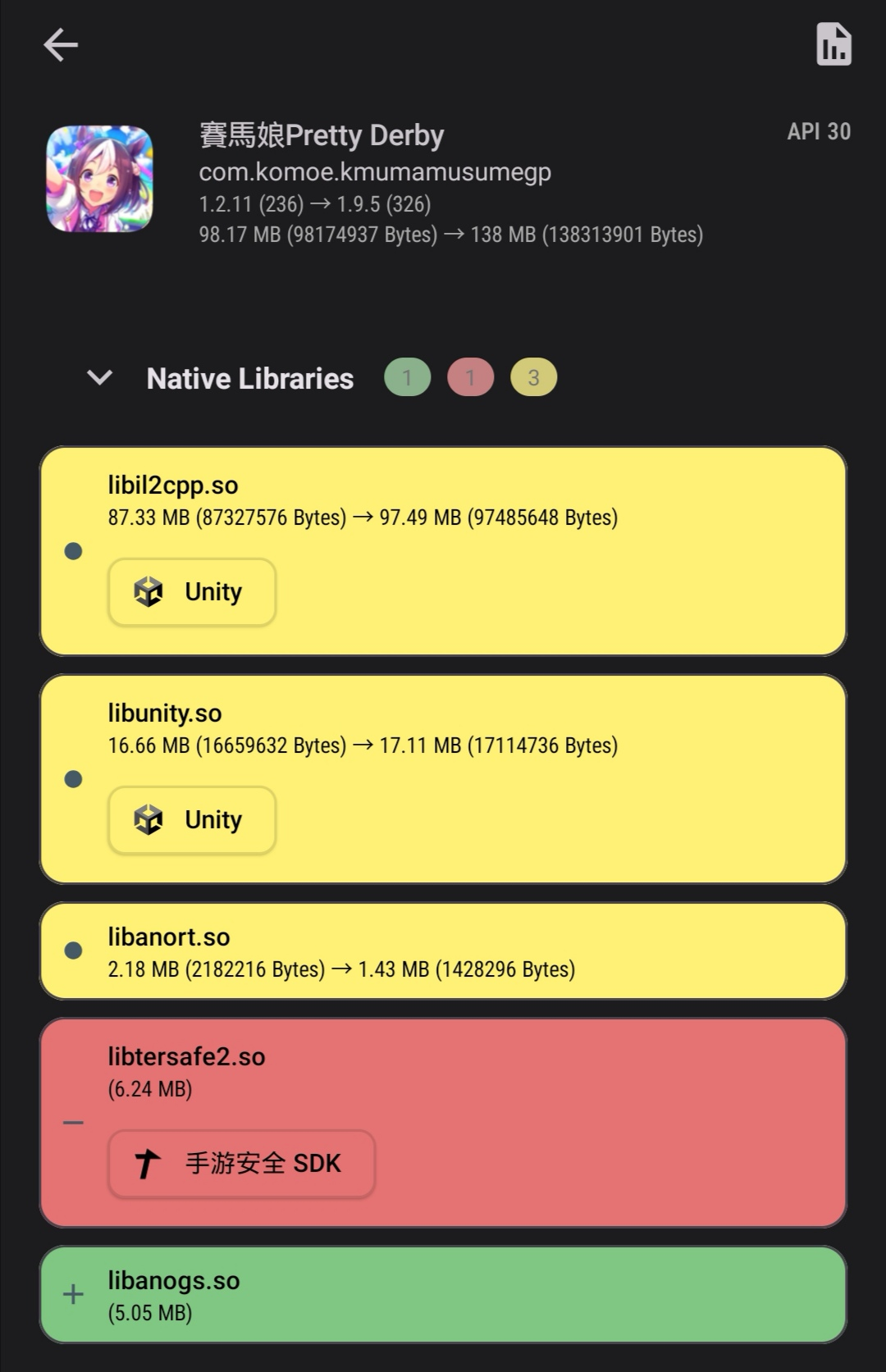
賽馬娘Pretty Derby 1.9.5版本更新，移除爭議之「騰訊雲手遊安全」SDK。图为使用LibChecker所查看到的差异

#### 廣告盜圖爭議
本遊戲繁體中文版在網路上投放的事前登錄廣告中，疑似盜用了在Pixiv網站活躍的同人插畫家「優香」繪製的「米浴」頭像；該盜圖事件經台灣網友向優香反映，並由優香向Cygames反映之後，Cygames和小萌均未發表任何聲明、盜用廣告也被設為不公開，最後Cygames和小萌均以透過pixiv訊息以及賠罪對優香的正式道歉，廣告代理商也提出其賠償，可是優香婉拒廣告代理商的賠償並表明不希望把事情鬧大，表示只要把YouTube頻道刪除還有收到道歉就足夠了。

### 简体中文版相关争议
本游戏的简体中文版由上海幻电代理，于2023年3月20日通过国家新闻出版署审批，于2023年8月3日开放预约。

#### 修改用词及比赛译名争议
用词方面，简体中文版将“马娘”、“赛马娘”等词汇全部替换为“优俊少女”。由于在中国大陆，赛马涉嫌博彩，此举一般被视作规避风险，便于通过审查。
比赛译名方面，简体中文版对部分字面上与日本皇室及日本军国主义有关的比赛名进行了修改。如天皇賞被修改为“天王奖”，高松宮紀念被修改为“中京短途赛”，安田紀念被修改为“东京英里赛”，有馬紀念被修改为“中山大奖赛”。
此外，福岛赛马场在简体中文版中被修改为“松浪赛场”。与“福岛”有关的赛事名也被一并修改。

#### 游戏暂停下载、无法正常更新版本风波
2023年9月7日下午6时，《闪耀！优俊少女》游戏官方发布公告，表示因“技术升级”，要暂时关闭游戏客户端下载入口。公告并未说明恢复时间，仅表示“将抓紧时间完成技术升级并尽快恢复上架”，有玩家猜测可能是因为游戏送审的版本与上线的版本存在差异导致的。
2024年3月2日，游戏官方发布公告，称因“技术升级尚未完成”，将暂缓提供新游戏内容（即原定于3月4日开放的新养成剧本等），并开启复刻活动。
2025年5月22日，游戏官方发布公告，称完成新版本的开发，蔽日进行服务系统更新，恢复游戏客户端下载入口，并会强制更新旧版本。同时列出了大量更新元素对比，部分界面术语彻底更换为中文，部分涉及赛马、日本语境和情色元素被替换或修改。

### 限制同人創作
2022年9月Cygames要求Pixiv刪除侵權作品，媒體分析Cygames過去明文禁止色情同人作品，這次申訴可能是針對pixivFANBOX中的色情同人作品。
此外，Cygames曾数次提及二次同人创作的限制，限制有损害马名管理公司的衍生作品。

### 因涉嫌专利侵权被科乐美数码娱乐起诉
2023年5月17日，CyberAgent发布通告称，其子公司Cygames因《赛马娘 Pretty Derby》涉嫌专利侵权被科乐美数码娱乐起诉。科乐美数码娱乐要求Cygames关停本游戏并支付赔偿金40亿日元。
随后，Cygames与游戏官方分别发布通告，称Cygames已就相关问题与科乐美数码娱乐方面“进行真诚讨论”，但未获对方接受；《赛马娘 Pretty Derby》并未侵犯科乐美数码娱乐的专利，且会继续正常运营。

## 外部連結
- 官方网站：日版、臺港澳、中國大陸、國際版
- 賽馬娘Pretty Derby官方的X（前Twitter） （日語）
- YouTube上的ぱかチューブっ!頻道 （日語）
- STARTING GATE！ -賽馬娘Pretty Derby-｜Cycomic （页面存档备份，存于） （日語）
- 動畫「賽馬娘Pretty Derby ROAD TO THE TOP」 公式官網 （页面存档备份，存于）（日語）